# 勐巴娜西珍奇园
24°25′46″N 98°35′16″E / 24.42944°N 98.58790°E

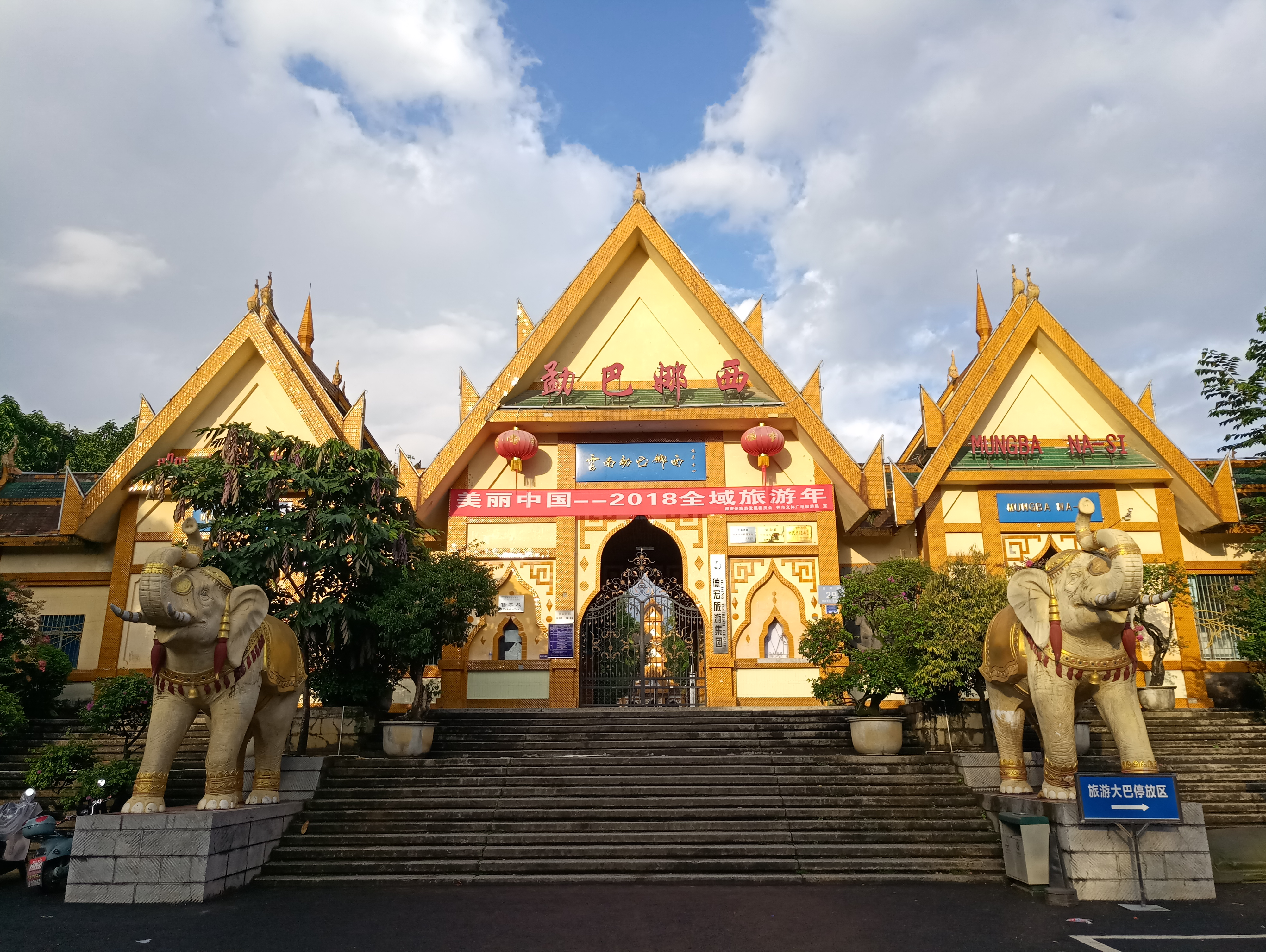
勐巴娜西珍奇园

勐巴娜西珍奇园，是位于中国云南省德宏傣族景颇族自治州芒市的一个公园，位于芒市勇罕街南段，原称芒市民族文化宫。傣语“勐巴娜西”是指“美好的地方”。

## 历史
1988年，芒市民族文化宫竣工，造型为三角尖塔式风格，葫芦形门洞:181，宫前广场建有傣族泼水节的龙亭标志和景颇族目瑙纵歌示栋:8。
2001年，勐巴娜西珍奇园开业，最初以展示和销售珍奇化石为主，2003年9月接手芒市民族文化宫，2005年12月被评为国家4A级景区:23。现分为前院和后院，共占地618亩。前院建有周恩来总理纪念亭、竹海。后院有桂花园、三角梅园、紫薇园、鸡蛋花园、榕园、盆景园、桫椤园、霸王鞭、奇石长廊等组成。